# Porto Ercole

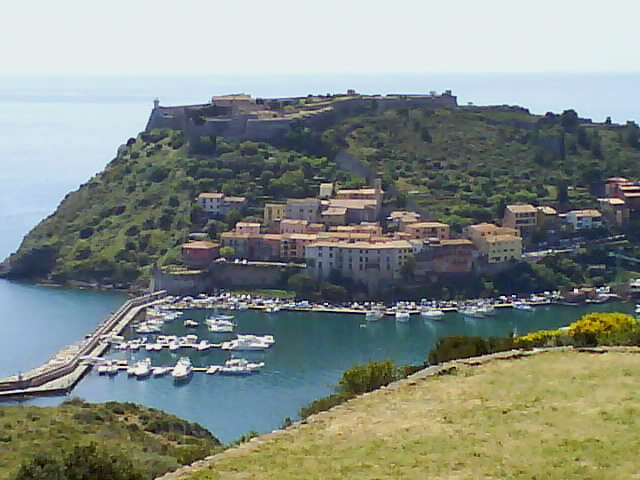
Porto Ercole

Porto Ercole é uma frazione italiana, localizada na comuna de Monte Argentario, na  província de Grosseto, Região da Toscana.
É uma das duas maiores localidades de Monte Argentario, junto com Porto Santo Stefano. Seu nome significa "Porto Hércules" e está localizada no lado leste de Monte Argentario, a cerca de doze quilômetros de Porto Santo Estevão.
Pertence à rede das Aldeias mais bonitas de Itália.

## História

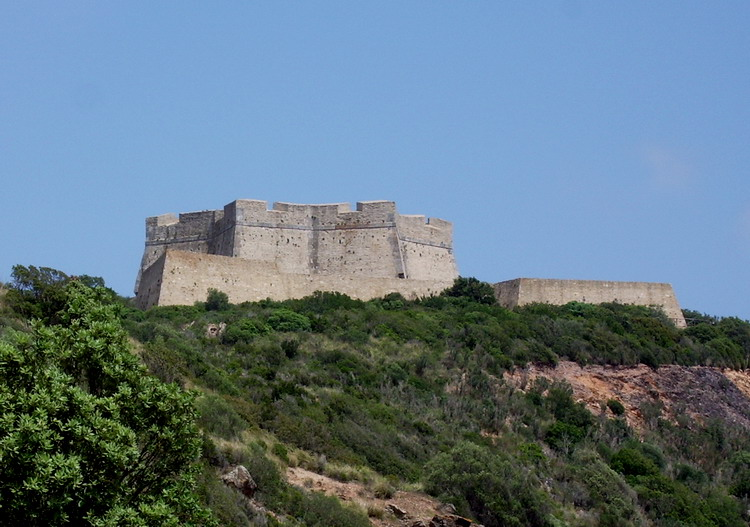
Forte Stella, em Porto Ercole

A localidade existe desde a Idade Média, assim como a comuna de Monte Argentario e acredita-se que tenha sido fundada pelos etruscos. Uma das construções mais antigas,  a Abadia das Três Fontes, pertencia à família Aldobrandeschi no século XIII, depois passou para os Orsini. Entre 1415 e 1555 pertenceu à República de Siena. Era um porto estratégico para o sistema de defesa de Argentario, mantendo ainda as construções imponentes das estruturas militares.
Próximo a Porto Ercole morreu em 1610, o pintor Michelangelo Merisi, conhecido como Caravaggio. Seus restos estão sepultados em um cemitério da localidade.

## Cidades irmãs
- Caravaggio, Lombardia, desde 1973.[4]